# Papua Nya Guinea vid världsmästerskapen i simsport 2022
Papua Nya Guinea tävlade vid världsmästerskapen i simsport 2022 i Budapest i Ungern mellan den 17 juni och 3 juli 2022. Papua Nya Guinea hade en trupp på en idrottare.

## Simning
Damer
| Idrottare          | Gren             | Heat    | Heat      | Semifinal        | Semifinal        | Final            | Final            |
| Idrottare          | Gren             | Tid     | Placering | Tid              | Placering        | Tid              | Placering        |
| ------------------ | ---------------- | ------- | --------- | ---------------- | ---------------- | ---------------- | ---------------- |
| Georgia-Leigh Vele | 50 meter frisim  | 28,46   | 58        | Gick inte vidare | Gick inte vidare | Gick inte vidare | Gick inte vidare |
| Georgia-Leigh Vele | 100 meter frisim | 1.01,73 | 45        | Gick inte vidare | Gick inte vidare | Gick inte vidare | Gick inte vidare |